# James Anderson (actor estadounidense)
James Kyle Anderson, a veces llamado Kyle James (Wetumpka, Alabama; 13 de julio de 1921-Billings, Montana; 14 de septiembre de 1969) fue un actor de cine y televisión estadounidense de los años 1950 y 1960. Es más conocido por su papel como Robert Bob Ewell en la película Matar a un ruiseñor (1962).

## Biografía
Hizo más de 120 apariciones, sobre todo en la televisión, y varias películas entre 1941 y 1969. Hizo tres apariciones especiales en la serie Perry Mason, incluyendo el papel de Frank Anderson, víctima de asesinato en el episodio «El caso del cliente del tamaño de una pinta» (1958), y el papel de Stanley Piper, víctima de asesinato en el episodio «El caso del engañador malogrado» (1960). Apareció en varias series de wéstern a lo largo de su carrera, a menudo representando a mercenarios o a hombres fuera de la ley.
Murió de un ataque al corazón el 14 de septiembre de 1969. Después de su muerte se estrenaron de manera póstuma dos películas en que trabajó: La balada de Cable Hogue (1970) y Pequeño gran hombre (1970).
Su hermana, Mary Anderson (1918-2014), también fue actriz. Aparecieron en una sola película juntos, Hunt the Man Down (1951).

## Filmografía
- Sergeant York (1941), sin acreditar.
- Along the Great Divide (1951).
- Five (1951).
- Hunt the Man Down (1951).
- The Duel at Silver Creek (1952) como Kyle James
- Flight to Tangier (1953).
- Drums Across the River (1954).
- Friendly Persuasion (1956).
- Running Target (1956).
- The Big Land (1957).
- I Married a Monster from Outer Space (1958).
- The Thing That Couldn't Die (1958).
- To Kill a Mockingbird (1962).
- Take the Money and Run (1969).
- The Ballad of Cable Hogue (1969).
- Little Big Man (1970).